# خاویر آکینو
خاویر آکینو (اسپانیایی: Javier Aquino‎؛ زاده ۱۱ فوریهٔ ۱۹۹۰) یک بازیکن فوتبال اهل مکزیک است.